# Olaf Dörner
Olaf Dörner (* 1969 in Magdeburg) ist ein deutscher Erziehungswissenschaftler.

## Leben
Nach dem Studium der Pädagogik, Psychologie und Soziologie (M.A.) in Göttingen und Magdeburg und der Promotion 2005 (Dr. phil.) an der Ruhr-Universität Bochum war er von 2000 bis 2003 wissenschaftlicher Mitarbeiter am Lehrstuhl für Erwachsenenbildung an der Universität Wuppertal. Von 2003 bis 2007 war er wissenschaftlicher Mitarbeiter am Lehrstuhl für Erwachsenenbildung an der Ruhr-Universität Bochum. Von 2007 bis 2012 war er wissenschaftlicher Mitarbeiter am Lehrstuhl für Erwachsenenbildung an der Universität der Bundeswehr München. Von 2012 bis 2017 lehrte er als Juniorprofessor für Erziehungswissenschaft mit dem Schwerpunkt Erwachsenen- und Weiterbildung an der Otto-von-Guericke-Universität Magdeburg. Von 2017 bis 2018 war er Universitätsprofessor für Erziehungswissenschaft mit dem Schwerpunkt Organisationspädagogik an der Universität der Bundeswehr München. Seit 2018 ist er Universitätsprofessor für Erziehungswissenschaft mit dem Schwerpunkt Wissenschaftliche Weiterbildung und Weiterbildungsforschung an der Otto-von-Guericke-Universität Magdeburg.

## Schriften (Auswahl)
- Umgang mit Wissen in betrieblicher Praxis. Dargestellt am Beispiel kleiner und mittelständischer Unternehmen aus Sachsen-Anhalt und der Region Bern. Bad Heilbrunn 2006, ISBN 3-7815-1462-5.
- mit Peter Loos, Burkhard Schäffer und Anne-Christin Schondelmayer (Hg.): Dokumentarische Methode: Triangulation und blinde Flecken. Berlin 2019, ISBN 3-8474-2074-7.
- (Hg.): Wissenschaftliche Weiterbildung als Problem der Öffnung von Hochschulen für nichttraditionelle Studierende. Berlin 2020, ISBN 3-8474-2227-8.
- mit Denise Klinge, Franz Krämer und Franziska Endreß (Hg.): Metapher, Medium, Methode. Theoretische und empirische Zugänge zur Bildung Erwachsener. Berlin 2020, ISBN 3-8474-2381-9.